# Pauline Bonaparte
Marie-Pauline Bonaparte, eredeti olasz nevén Maria Paola Buonaparte (Ajaccio, 1780. október 20. – Firenze, 1825. június 9.) a Bonaparte-házból származó francia császári hercegnő, Guastalla uralkodó hercegnője, házassága révén Borghese hercegné, Sulmona és Rossano hercegnéje. I. Napóleon francia császár húga.

## Élete
Maria Paola Bonaparte 1780. október 20-án jött világra a korzikai Ajaccio városában Carlo Buonaparte (1746–1785) és Letizia Ramolino (1750–1836) hatodik gyermekeként. Családi körben a Paoletta becenéven ismerték.
1797-ben hozzáment Charles Victor Emmanuel Leclerc tábornokhoz, Napóleon törzstisztjéhez, és vele ment Santo Domingo szigetére. Amikor férje sárgalázban meghalt, visszatért Párizsba. 1803-ban, férjhez ment Camillo Borghese herceghez, akivel Rómába költözött. Férjére hamar rá is unt, így visszatért Párizsba, ahol viselkedésével némi botrányt kavart. 1806-ban elnyerte a Parma, Piacenza és Guastalla hercegnője címet. Lekezelően bánt Mária Lujzával, I. Napóleon új feleségével, ezért 1810-ben eltávolították az udvarból. 1814-ben anyjával együtt mégis elvonult Elba szigetére, és állítólag a Szent Ilona szigeti száműzetésére is szerette volna elkísérni Napóleont. Rákban halt meg 1825-ben Firenzében. Pamlagon fekvő Vénuszként őt ábrázolja a híres szobrász, Antonio Canova jól ismert alkotása, a Venus Victrix.